# Maclennan Falls
Die Maclennan Falls sind ein unzugänglicher Wasserfall bislang nicht ermittelter Fallhöhe im zur Region Otago gehörenden Teil der Catlins auf der Südinsel Neuseelands. Er liegt im Lauf des Maclennan River, der einige Kilometer hinter dem Wasserfall in südwestlicher Fließrichtung in den Tahakopa River kurz vor dessen Mündung in die Tahakopa Bay mündet.